# Cosmopolitan (cocktail)
Il Cosmopolitan, chiamato anche informalmente Cosmo, è un cocktail alcolico internazionale a base di vodka riconosciuto ufficialmente dalla International Bartenders Association.
Fa parte della famiglia dei Cape Codder ed è inserito nella categoria IBA dei "Contemporary Classics" nel ricettario ufficiale aggiornato al 2011.

## Storia

### Albori
La storia del cocktail ha delle radici piuttosto vaghe. La prima apparizione del nome "cosmopolitan" risale al 1927, quando il barista scozzese Harry MacElhone nomina "Cosmopolitan" un cocktail a base di whisky, vermouth, punch svedese e vodka. Nel 1934 fu descritta una versione molto più simile all'attuale, che prevedeva però l'uso di gin, triple sec, sciroppo di lampone e limone.

### Ricetta contemporanea
Con la creazione del Cape Codder nel 1968, negli anni settanta vi furono molte ricette che potevano ricordare la composizione attuale; in particolare Neal Murray, barista alla steak house "Cork & Cleaver" di Minneapolis, affermò di aver voluto modificare un Kamikaze. Secondo questa tesi il nome deriverebbe dall'esclamazione fatta assaggiandolo "How cosmopolitan". Un'altra leggenda vuole invece che sia stato John Caine, barista a Provincetown a crearlo. Fu intorno alla metà degli anni ottanta che ricette di cocktail simili iniziarono a diventare noti. La storia più comune indica Cheryl Cook, barista del ristorante "The Strand" di South Beach, come inventrice. Cheryl dichiarò che: 
Il nome deriverebbe dal magazine Cosmopolitan che aveva dedicato un articolo alla proprietaria del ristorante. Toby Cecchini dell'"Odeon" di Tribeca afferma di aver creato il cosmopolitan nel 1987 prendendo spunto da un drink che faceva una sua collega, Melissa "Mesa" Huffsmith, quando era al "Life" di San Francisco, che prevedeva vodka, Rose's lime e granatina. Cecchini sostituì la vodka con vodka al limone e mise il lime fresco. Dale DeGroff del "Rainbow Room" al Rockefeller Center dichiara invece di aver preso spunto da un cocktail assaggiato al "Fog City Diner" di San Francisco, e di aver inventato lui la decorazione con la scorza di arancia.

## Composizione
La composizione, secondo la ricetta ufficiale IBA, è la seguente:
- 1 Oz di vodka
- 1/2 Oz di triple sec
- 1/2 Oz di cordial lime
- 1/2 Oz di Cranberries

### Preparazione
Miscelare tutti gli ingredienti nello shaker con ghiaccio a cubi, agitando bene, filtrare in una doppia coppa cocktail precedentemente raffreddata. Spremere buccia di arancia on top per gli oli essenziali

## Descrizione
Il cosmopolitan è un cocktail rosso-rosato limpido, fruttato, leggermente esperidato, facente parte della famiglia dei Cape Codder. È una variante dal tenore alcolico più deciso (intorno ai 21,5°), ma il sentore alcolico è smorzato dal sapore del cocktail, che deve essere equilibrato fra le note fruttate e quelle aspre degli ingredienti.

## Cultura di massa
Il cocktail è uno dei drink più famosi del mondo, soprattutto per il consumo fra gli anni novanta e Duemila da parte di molte celebrità Americane ed europee comunque è diventato famoso nel 1996 quando Madonna fu fotografata al Rainbow Room con un bicchiere di Cosmopolitan in mano.
Il cocktail acquisisce la fama definitiva nel 1998 attraverso la serie televisiva Sex and the City in cui Carrie Bradshaw, una delle protagoniste, ordina spesso un Grey Goose Cosmopolitan.
Anche nella serie televisiva "Queer as Folk USA" uno dei protagonisti, Emmett, ordina sempre e solo un "cosmo".

## Varianti
Il cosmopolitan viene solitamente preparato con vodka semplice anziché vodka citron. Può essere chiamato in associazione a nomi commerciali che ne definiscono l'uso di una particolare marca nella sua composizione, per esempio  cosmo o Cointreaupolitan. Diverse ricette utilizzano differenti quantità o metodi di preparazione. Alcune varianti invece differiscono per l'uso di alcuni ingredienti diversi.
- Cosmopolitan 1934: antenato dell'attuale cocktail inventato nel 1934, sostituisce il gin alla vodka al limone, limone al posto del lime e di sciroppo di lampone al posto del succo di cranberry.[18]
- Metropolitan: sostituisce al triple sec la crème de cassis[19]
- Atlapolitan (o Peach Cosmopolitan): sostituisce al triple sec il peach schnapp.[20]
- Rude Cosmoplitan: sostituisce alla vodka la tequila[21]
- Purple Rain: sostituisce al triple sec il blue curaçao.[22]
- White Cosmopolitan: prevede l'utilizzo di succo di cranberry bianco
- Blue Cosmopolitan: prevede l'utilizzo di succo di cranberry bianco e sostituisce al triple sec il blue curaçao.